# Death Race 2
Death Race 2 (titulada: Death Race 2: La leyenda de Frankenstein en Hispanoamérica y Carrera mortal 2 en España) es una película estadounidense dirigida por Roel Reiné y protagonizada por Luke Goss, Tanit Phoenix, Sean Bean, Lauren Cohan y Danny Trejo, entre otros. Los guionistas de esta película fueron Paul W. S. Anderson (quien había dirigido la primera entrega) y Tony Giglio. El estreno de esta película fue en el año 2010.
Si bien está película es presentada como una segunda parte de la saga Death Race, pero en realidad es una precuela de la película anterior presentada en 2008, protagonizada por Jason Statham, y sus sucesos se ubican en un espacio y tiempo anteriores a los sucesos de la primera entrega. En esta edición, se intenta reflejar los orígenes no solo del personaje conocido como Frankenstein, sino también los orígenes de La carrera de la muerte.

## Sinopsis
Carl "Luke" Lucas (Luke Goss) es un peligroso asaltabancos que opera al mejor postor. Siempre que se le den las garantías suficientes, ejecuta su trabajo a la perfección. Un día, el mafioso Markus Kane (Sean Bean) decide contratarlo para ejecutar un trabajo, para el cual Lucas impone como condición que se disponga de un Ford Shelby GT500 modelo 2010, para comenzar a trabajar. Junto a él, operará un equipo de ladrones leales a Kane, quienes estarán a cargo de ejecutar el robo a un importante banco.
Sin embargo, las cosas salen mal cuando Lucas es identificado, siendo el único detenido por el crimen. Lucas es arrestado y confinado a la peligrosa prisión de "Terminal Island", donde las prácticas de rehabilitación para los reos no son las adecuadas, o mejor dicho, directamente no existen, ya que los detenidos son utilizados por una maquiavélica productora de televisión, que creará un sanguinario reality show de luchas extremas entre los internos, recaudando fondos a costa de la sangre de los presidiarios.
La temática del show consistía en encerrar a los oponentes en una jaula equipada con los más poderosos armamentos puestos a disposición de los participantes, con el fin de aniquilar al oponente. Asimismo, el show era acompañado por la presencia de presidiarias del penal de mujeres que, desde el lado externo de la jaula, intentaban ayudar a determinado oponente. Al frente de este macabro circo, se encontraba la bella pero despiadada productora September Jones (Lauren Cohan), una inescrupulosa mujer a la que no le importa ver correr ríos de sangre con tal de ver engordar la popularidad de su producto y sus cuentas bancarias.
Mientras tanto, tras conocer sobre la detención de Lucas, Kane comienza a pergeñar un plan para evitar que Lucas salga en libertad, o bien que siga con vida, ya que su presencia podía llegar a ser peligrosa y hasta podría llegar a delatarlo por el robo al banco, por lo que decide meter un "topo" dentro del penal, para que siga a Lucas y darle muerte, siendo debidamente recompensado.
En una oportunidad, Lucas consigue capturar la atención de Jones, luego de enfrentarse y derribar en una pelea común al gigantesco Big Bill (Deobia Oparei) y a un guardia de seguridad, por lo que decide hacerle una visita para pedirle que participe en la "Pelea de la Muerte", a lo que Lucas se niega y provoca que Jones busque la forma de convencerlo de entrar.
En una de estas contiendas, Lucas conoce a Lists (Fred Koheler), un joven de apariencia tonta e inocente, pero del que se desconocen los motivos de su detención. Lucas traba amistad con él, con Rocco (Joe Vaz) y con Goldberg (Danny Trejo), un tipo que se describe a sí mismo como un "mexicano judío".
En la emisión siguiente, Jones convoca a la arena a Big Bill y exige a Lucas para que se presente. Como la respuesta nuevamente fue negativa, Jones anuncia que elegirá a dedo a un oponente para Big Bill. Sin embargo, a sabiendas de la amistad entre Lucas y Lists, Jones elige a este último quien nunca antes había participado en una lucha. Esta decisión provoca que Lucas reaccione e intente defender a Lists, quien estaba comenzando a recibir una paliza del gigantesco Big Bill. Lucas toma el lugar de Lists y junto a la violenta pelea, comienza a gestarse una rebelión en el pabellón, a la que se suman las mujeres de apoyo, destruyendo la jaula y generando una sangrienta batalla campal.
Tras los sucesos ocurridos en el penal, el director del penal Weyland (Ving Rhames) exige a Jones que suspenda las emisiones de "La Pelea de la Muerte" y que abandone el penal de inmediato. Como respuesta, Jones atestigua contra el director ante las más altas esferas de la seguridad nacional, por lo que Weyland es destituido. Con Weyland fuera de camino, Jones comienza a diagramar un nuevo concepto para su reality show, mezclando la temática de "La Pelea de la Muerte", con una competencia de automóviles, para lo cual prepara una decena de vehículos fuertemente artillados, cuyas armas poseían el mismo mecanismo de ejecución que en el anterior formato, debiendo estos pasar sobre íconos de activación. De esta forma, daba inicio a un nuevo reality show denominado "La Carrera de la Muerte".

## Reparto
| Actor          | Personaje                        | Función |
| -------------- | -------------------------------- | --- |
| Luke Goss      | Carl 'Luke' Lucas (Frankenstein) | Personaje Principal. Es un asaltante a sueldo, contratado por Markus Kane para ejecutar un robo. El trabajo se frustra y es el único incriminado en caer en prisión. Desde allí buscará vengarse de Kane.                                                                       |
| Lauren Cohan   | September Jones                  | Villana Principal. Productora de la Death Race, chantajista y extorsionadora. Consigue manipular la voluntad de Lucas, chantajeándolo con las vidas de sus amigos. |
| Sean Bean      | Markus Kane                      | Villano Principal. Es quien contrató a Lucas para concretar un asalto que se frustra. Ahora deberá eliminarlo para que no lo incrimine. |
| Ving Rhames    | Weyland                          | Presidente de la corporación Weyland Internacional (empresa dueña de Isla terminal y por lo tanto de la carrera de la muerte). |
| Tanit Phoenix  | Katrina Banks                    | Personaje femenina principal. Es una convicta que ayuda a Lucas en la última edición de "La Pelea de la Muerte" y como copiloto en la "Death Race". Queda involucrada en el accidente trágico de Lucas.                                                                         |
| Patrick Lyster | Warden Medford Parks             | Director del penal Terminal Island, hasta su destitución promovida por September Jones. Celebra la muerte de esta, invitando cervezas a lo que lo acompañaban en ese momento.                                                                                                   |
| Deobia Oparei  | Big Bill                         | Villano. Se enfrenta a Lucas en la última edición de la Pelea de la Muerte y se convierte en su principal oponente en la Carrera de la Muerte. Logra destruir el coche de Lucas de un misilazo, pero luego su compañera de tripulación lo asesina clavando una pluma en su ojo. |
| Fred Koehler   | Lists                            | Personaje secundario. Es un joven con aspecto torpe e inocente, Detenido por matar a su madre (Matricidio). Es usado por Jones para hacer meter a Lucas en la Pelea de la Muerte. Asesina a Rocco, luego de que este traicionara a Lucas.                                       |
| Robin Shou     | 14K                              | Personaje secundario. Convicto miembro de una tríada de la mafia china, es rescatado por Lucas de una muerte segura. Sin embargo, su rescate fue más como un motivo para solicitarle ayuda en su venganza contra Kane.                                                          |
| Danny Trejo    | Goldberg                         | Antiguo reo de Terminal Island, se asocia a Lucas luego de verlo pelear en defensa de Lists. Se convierte en el jefe del equipo de Lucas en la "Death Race". |
| Joe Vaz        | Rocco                            | Miembro del equipo de Carl Lucas, es el topo infiltrado por Kane para eliminar a Lucas. Lo traiciona saboteando el armamento del coche de Lucas, dejándolo completamente a merced de Big Bill. Es asesinado en los baños por Lists, quien lo mata a traición.                   |